# James T. Kelley
James T. Kelley est un acteur irlandais émigré aux États-Unis, né le 10 juillet 1854 à Castlebar (Irlande), mort le 12 novembre 1933 à New York (États-Unis).

## Filmographie
- 1915 : Street Fakers : Second faussaire
- 1915 : Off for a Boat Ride : Le père
- 1915 : Charlot au music-hall : Joueur de trombone et chanteur
- 1916 : Charlot cambrioleur (Police), de Charles Chaplin : Ivre et fauché / Second client
- 1916 : Charlot chef de rayon (The Floorwalker), de Charles Chaplin : Garçon d’ascenseur
- 1916 : Charlot pompier (The Fireman), de Charles Chaplin : Pompier
- 1916 : Charlot musicien (The Vagabond), de Charles Chaplin : Bohémien et musicien
- 1916 : Charlot et le Comte (The Count), de Charles Chaplin : Majordome
- 1916 : Charlot usurier (The Pawnshop), de Charles Chaplin : Vieux clochard /Femme avec le poisson rouge
- 1916 : Charlot fait du ciné (Behind the Screen) : Cameraman
- 1916 : Charlot patine (The Rink), de Charles Chaplin : Le père
- 1917 : Charlot policeman (Easy Street), de Charles Chaplin : Visiteur / Policier
- 1917 : Charlot fait une cure (The Cure), de Charles Chaplin : Préposé au sanatorium
- 1917 : L'Emigrant (The Immigrant), de Charles Chaplin : Homme minable au restaurant
- 1917 : Charlot s'évade (The Adventurer), de Charles Chaplin : Vieil homme
- 1918 : Une vie de chien (A Dog's Life), de Charles Chaplin : Homme au stand de hod dog
- 1918 : Les Avatars de Charlot (Triple Trouble), de Charles Chaplin et Leo White :  L'ivrogne bruyant
- 1920 : Pour le cœur de Jenny, ou Viré à l'Ouest (An Eastern Westerner), de Hal Roach
- 1921 : Cyclone Bliss : Jimmie Donahue
- 1921 : Among Those Present : Mr. O'Brien, le père
- 1921 : High Rollers
- 1921 : I Do
- 1921 : Trolley Troubles
- 1922 : Thundering Hoofs de Francis Ford : Jimmy O'Brien
- 1922 : Le Petit à Grand-maman (Grandma's Boy) de Fred C. Newmeyer : Citadin
- 1922 : Doctor Jack, de Fred C. Newmeyer et Sam Taylor : Le père qui joue aux cartes
- 1923 : Monte là-dessus ! (Safety Last!), de Fred C. Newmeyer et Sam Taylor : Vieux conducteur de camion de livraison
- 1923 : The Kid Reporter
- 1923 : Hansel and Gretel
- 1924 : Le Facteur incandescent (Near Dublin)
- 1924 : Rarin' to Go : Mr. Harper
- 1924 : Andy's Stump Speech : Manager de l'hôtel
- 1925 : The Wages of Tin
- 1925 : The Business of Love
- 1926 : Man Rustlin' : Angus MacGregor
- 1926 : Nobody's Business : Vieil homme
- 1927 : Men of Daring : Piney